# رون باتل
رون باتل (بالإنجليزية: Ron Battle) هو لاعب كرة قدم أمريكية أمريكي، ولد في 27 مارس 1959 في شريفبورت في الولايات المتحدة.

## وصلات خارجية
- رون باتل على موقع مرجع كرة القدم المحترفة.كوم (الإنجليزية)